# Abdalonymos

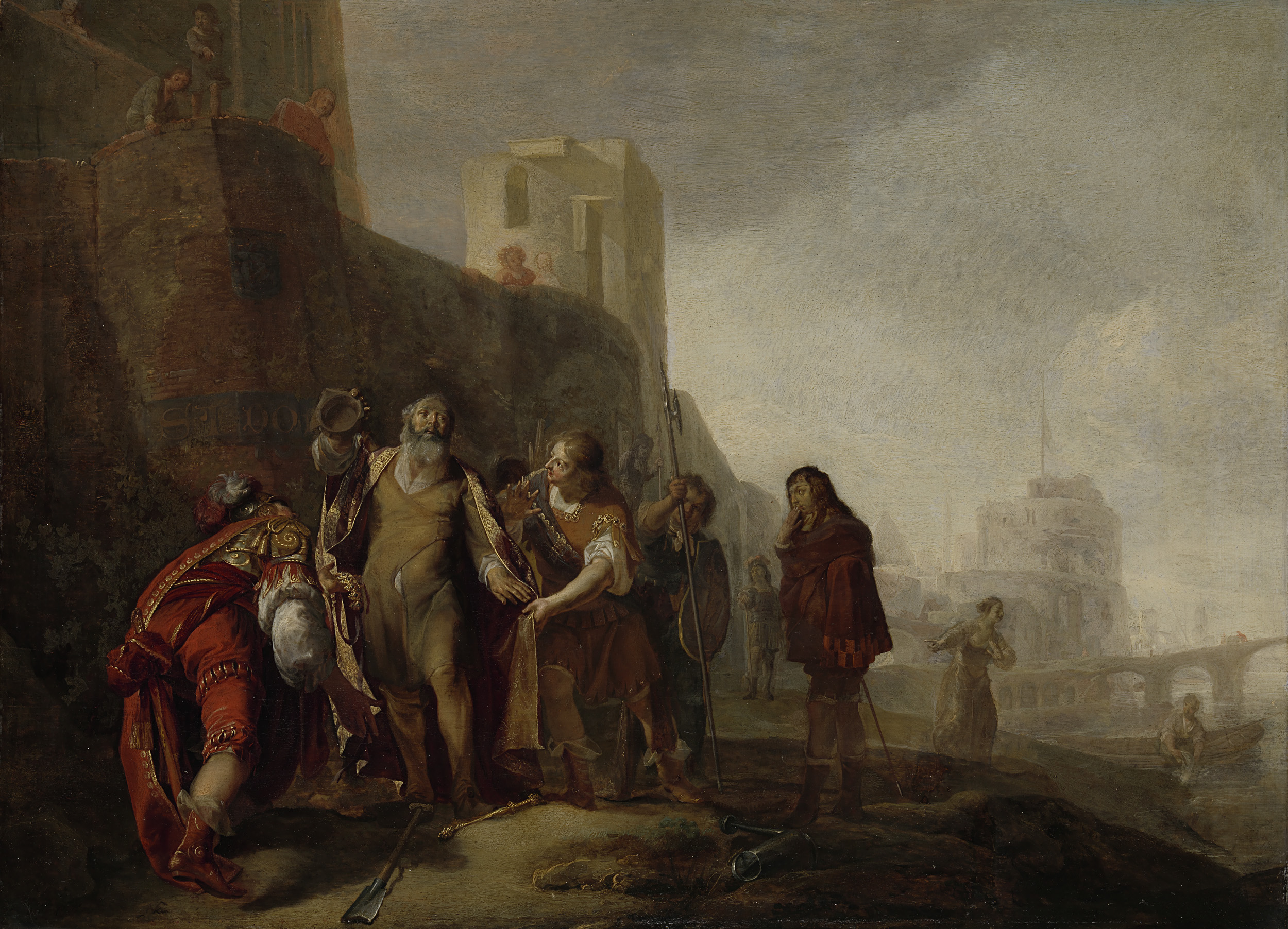
Nicolaes Knüpfer, De gezanten van Alexander de Grote bekleden de tuinman Abdalonymos met de insigniën der koningswaardigheid van Sidon, Rijksmuseum Amsterdam

Abdalonymos (Oudgrieks: Ἀβδαλώνυμος;  Abdalônymos) was een afstammeling van de oude koningen van Sidon, die in grote armoede leefde, totdat Alexander de Grote hem als koning in de waardigheid van zijn voorouders herstelde en zijn gebied zelfs vergrootte. Dit verhaal lijkt een legendarisch tintje te hebben. Zo kent men een gelijkaardig verhaal voor een vorst van Tyros, dat waarschijnlijk niet waar is, en bij Plutarchus wordt het verhaal naar Paphos verplaatst.